# Хедър Греъм Позесъри
Хедър Греъм Позесъри (на английски: Heather Graham Pozzessere) е американска писателка на бестселъри в жанра съвременен романс, романтичен трилър, исторически трилър, паранормален трилър, паранормален романс, фентъзи и научна фантастика. Пише и под името Хедър Греъм (на английски: Heather Graham), и под псевдонима Шанън Дрейк (на английски: Shannon Drake).

## Биография и творчество
Хедър Греъм е родена на 15 март 1953 г. в окръг Маями-Дейд, Флорида, САЩ. Завършва Университета на Южна Флорида в Тампа с диплома по театрално изкуство. Омъжва се за съпруга си Денис Позесъри малко след дипломирането си. Имат общо пет деца – Джейсън, Шейн, Дерек, Брианън и Чина. Работи на различни места – като модел, барман, беквокал и актриса.
След раждането на третото си дете, решава да престане да работи, и за да запълва времето си, започва да пише романси и трилъри. Две години след това, през 1982 г., тя продава първия си роман „When next We love“. Бързо става много плодовита и известна писателка. Публикува книги в различни жанрове – от романс до трилър и научна фантастика.
През 2004 г. участва в популярния за началото на века литературен експеримент, в който няколко автори пишат съвместно едно произведение. Заедно с Кайли Линдс, Рита Мей Браун, Дженифър Крузи, Катрин Невил, Лиса Гарднър, Линда Феърстийн, Кей Хупър, Ан Пери, Кати Рийч, Джули Смит, Тина Уайнскот, и под редакцията на Марша Талей, създават романа „I'd Kill for That“. По същата схема участва и в серията „Повече от думи“ през 2009 г., която е образувана от няколко такива общи романа.
Хедър Греъм е автор на над 150 романи и новели, като много от тях са били бестселъри в класациите на „Ню Йорк Таймс“ и „USA Today“. Те са преведени на над 25 езика и са отпечатани в над 75 милиона екземпляра.
За своето творчество Хедър е удостоена с редица награди и номинации. През 2003 г. Асоциацията на писателите на романси на Америка ѝ присъжда награда за цялостно творчество, а през 2008 г. за творчеството ѝ като писател на романтични трилъри.
Член е на редица организации на писателите – Асоциацията на писателите на криминални романи на Америка, на Международната организация на писателите на трилъри, на Писателите на хорър (бивш зам. председател), основател е на клона на Асоциацията на писателите на романси от Флорида. От 1999 г. е домакин на благотворителния годишен Романтичен бал на вампирите, а от 2006 г. е организатор на ежегодната конференция на писателите и артистите от Ню Орлиънс в Деня на труда в полза на градските библиотеки.
Хедър Греъм живее в Корал Гейбълс, Флорида. Тя обича водата и е сертифициран водолаз. Обикаля света и черпи вдъхновение за нови книги.

## Произведения

### Произведения написани като Хедър Греъм Позесъри

#### Самостоятелни романи
- Нощен шепот, Night Moves (1985)
- The Di Medici Bride (1986)
- Double Entendre (1986)
- The Game of Love (1986)
- Смътна заплаха, A Circumstantial Affair (1986) – издаден и като „A Matter of Circumstance“
- King of the Castle (1987)
- Strangers in Paradise (1988)
- This Rough Magic (1988)
- Lucia in Love (1988)
- Опасен рай, A Perilous Eden (1990)
- Завинаги моя любов, Forever My Love (1990)
- Wedding Bell Blues (1990)
- Forbidden Fire (1991)
- Snowfire (1991)
- The Christmas Bride (1991)
- Hatfield and McCoy (1991)
- The Last Cavalier (1993)
- Between Roc and a Hard Place (1993)
- The Trouble with Andrew (1993)
- Тлееща жарава, Slow Burn (1994)
- For All of Her Life (1995)
- Eyes of Fire (1995)
- An Angel's Touch (1995)
- Черна магия за любов, Down in New Orleans (1996)
- If Looks Could Kill (1997)
- Да си легнеш с непознат, Never Sleep with Strangers (1998)

#### Серия „Ейнджъл Хоук“ (Angel Hawk)
1. Bride of the Tiger (1987)
2. Angel of Mercy (1988)
3. Borrowed Angel (1989)

#### Серия „Братя Слейтър“ (Slater Brothers)
1. Dark Stranger (1988)
2. Rides a Hero (1989)
3. Apache Summer (1989)

#### Участие в общи серии с други писатели

##### Серия „Мъже: Направено в Америка 2“ (Men: Made in America 2)
48. All in the Family (1987)
от серията има още 49 романа от различни авторки

### Произведения написани като Хедър Греъм

#### Самостоятелни романи
- When Next We Love (1983)
- Tender Taming (1983)
- A Season for Love (1983)
- Tempestuous Eden (1983)
- Quiet Walks the Tiger (1983)
- Night, Sea and Stars (1983)
- Tender Deception (1984)
- Red Midnight (1984)
- Hours to Cherish (1984)
- Arabian Nights (1984)
- Serena's Magic (1984)
- Hold Close the Memory (1985)
- Dante's Daughter (1986)
- The Devil's Mistress (1986)
- Handful of Dreams (1986)
- The Maverick and the Lady (1986)
- Eden's Spell (1986)
- Liar's Moon (1987)
- Siren from the Sea (1987)
- Every Time I Love You (1988)
- Mistress of Magic (1992)
- Spirit of the Season (1993)
- A Magical Christmas (1996)
- Дама купа, Queen of Hearts (1997)
- Night of the Blackbird (2000)
- A Season of Miracles (2001) – издадена и като „Miracle“
- Преследване в мрака, In the Dark (2004)
- I'd Kill for That (2004) – с Кайли Линдс, Рита Мей Браун, Дженифър Крузи, Катрин Невил, Лиса Гарднър, Линда Феърстийн, Кей Хупър, Ан Пери, Кати Райкс, Джули Смит, Тина Уайнскот, Марша Талей
- Suspicious (2005)
- The Island (2006)
- Kiss Of Darkness (2006)
- Blood Red (2007)
- The Last Noel (2007)
- There Be Dragons (2009)
- Dust to Dust (2009)
- Home in Time for Christmas (2009)
- The Killing Edge (2010)
- An Angel for Christmas (2011)
- Let the Dead Sleep (2013)

#### Серия „Викингите МакОлиф“ (MacAuliffe Vikings)
1. Златната невеста, Golden Surrender (1985)
2. Робинята на викинга, The Viking's Woman (1993)
3. Господаря на вълците, Lord of the Wolves (1993)

#### Серия „Дона Миро и Лорна Дориа“ (Donna Miro and Lorna Doria)
1. Sensuous Angel (1985)
2. An Angel's Share (1985)

#### Серия „Сага за Камерън“

##### Подсерия „Сага за Камерън: Северноамериканска жена“ (Camerons Saga: North American Woman)
1. Дивата котка, Sweet Savage Eden (1989)
2. Любовницата на корсаря, A Pirate's Pleasure (1989)
3. Не предавай любовта, Love Not a Rebel (1989)

##### Подсерия „Сага за Камерън: Гражданска война“ (Camerons Saga: Civil War)
1. One Wore Blue (1991)
2. And One Wore Gray (1992)
3. And One Rode West (1992)

#### Серия „Старите Макензи от Флорида“ (Old Florida's MacKenzies)
1. Бегълката, Runaway (1994)
2. Заложницата, Captive (1996)
3. Бунтарката, Rebel (1997)
4. Предателката, Surrender (1998)
5. Glory (1999)
6. Триумф, Triumph (2000)

#### Серия „Съспенс“ (Suspense)
1. Убийствено красив, Drop Dead Gorgeous (1998)
2. Висок, тъмен и опасен, Tall, Dark, and Deadly (1999)
3. Long, Lean and Lethal (2000)
4. Dying to Have Her (2001)
5. Hurricane Bay (2002)
6. Picture Me Dead (2003)
7. Dead on the Dance Floor (2004)
8. The Presence (2004)
9. Killing Kelly (2005)

#### Серия „Сапунена опера“ (Soap Opera)
1. Long, Lean and Lethal (2000)
2. Dying to Have Her (2001)
3. Killing Kelly (2005)

#### Серия „Разследването на Харисън“ (Harrison Investigation)
1. Haunted (2003)
2. Ghost Walk (2005)
3. The Vision (2006)
4. The Seance (2007)
5. The Dead Room (2007)
6. The Death Dealer (2008)
7. Unhallowed Ground (2009)
8. Nightwalker (2009)

#### Серия „Братя Флин“ (Flynn Brothers)
1. Deadly Night (2008)
2. Deadly Harvest (2008)
3. Deadly Gift (2008)

#### Серия „Ловци на вампири“ (Vampire Hunters)
1. Night of the Wolves (2009)
2. Night of the Vampires (2010)
3. Bride of the Night (2011)

#### Серия „Остров от кости“ (Bone Island)
- Ghost Memories (2010) – предистория

1. Ghost Shadow (2010)
2. Ghost Night (2010)
3. Ghost Moon (2010)

#### Серия „Ловците“ (Krewe of Hunters)
1. Phantom Evil (2011)
2. Heart of Evil (2011)
3. Sacred Evil (2011)
4. The Evil Inside (2011)
5. The Unseen (2012)
6. The Unholy (2012)
7. The Unspoken (2012)
8. The Uninvited (2012)
9. The Night Is Watching (2013)
10. The Night Is Alive (2013)
11. The Night Is Forever (2013)

#### Новели
- The Devil in the Woods (2010)
- Grave Danger (2012)

#### Участие в общи серии с други писатели

##### Серия „Повече от думи“ (More Than Words)
5. More Than Words, Volume 5 (2009) – със Стефани Бонд, Кандис Камп, Бренда Джаксън и Тейлър Тара Куин
от серията има още 5 романа написани в съавторство от различни писателки

##### Серия „Пазителите“ (Keepers)
1. The Keepers (2010)
2. Keeper of the Night (2012)
3. Keeper of the Dawn (2013)

- The Gatekeeper (2012)

от серията има още 2 романа от Александра Соколоф

### Произведения написани под псевдонима Шанън Дрейк

#### Самостоятелни романи
- Tomorrow the Glory (1985)
А утре – славата, изд.ИК „Коала“, (1995), като Шенън Дрейк
Създадена за любов, изд.ИК „Коала“, (1995), като Хедър Греъм
- Blue Heaven, Black Night (1986)
- Ондин, Ondine (1988)
- Постеля от рози, Lie Down in Roses (1988)
- Emerald Embrace (1991)
- Графинята и Сребърния меч, Damsel in Distress (1992)
- Интриги, Bride of the Wind (1992)
- Branded Hearts (1995)
- Удоволствието на краля, The King's Pleasure (1998)
- Beguiled (2006)
- The Pirate Bride (2008)

#### Серия „Огън“ (Fire)
1. Дъщерята на огъня, Princess of Fire (1990)
2. Knight of Fire (1993)

#### Серия „Други“ (No Other)
1. No Other Man (1995)
2. No Other Woman (1996)
3. No Other Love (1997)

#### Серия „Вампири“ (Vampires)
1. Beneath a Blood Red Moon (1999)
2. When Darkness Falls (2000)
3. Deep Midnight (2001)
4. Realm of Shadows (2002)
5. The Awakening (2003)
6. Dead by Dusk (2005)

#### Серия „Фамилия Греъм“ (Graham Family)
1. Come the Morning (1999)
2. Покори нощта, Conquer the Night (2000)
3. Seize the Dawn (2001)
4. Knight Triumphant (2002)
5. The Lion in Glory (2003)
6. When We Touch (2004)
7. The Queen's Lady (2007)

#### Серия „Викториански приказки“ (Victorian Fairy Tale)
1. Wicked (2005)
2. Reckless (2005)